# 大コロンビア

コロンビア共和国
República de Colombia (スペイン語)

国歌: Marcha Libertadora（スペイン語）
解放者の行進
大コロンビアの位置

大コロンビア（だいコロンビア、スペイン語: Gran Colombia）は、1819年から1831年まで南アメリカ北部にあったコロンビア共和国（スペイン語: República de Colombia）を指す。グラン・コロンビアとも呼ばれる。

## 概要
旧ヌエバ・グラナダ副王領の領域だったベネズエラ、ヌエバ・グラナダ、南部地区（グアヤキル、キト、クエンカの連合）からなり、その領域は現在のベネズエラ、コロンビア、エクアドル、パナマの全域と、ガイアナ、ブラジル、ペルーの一部に相当する。
1821年に独立したイスパニョーラ島東部のスペイン人・ハイチ共和国（現在のドミニカ共和国）から編入を求める声も上がったが、翌1822年のハイチの侵攻によりこの計画は流れた。
正式名称はコロンビア共和国だが、1866年以降のコロンビア合衆国（1880年に現在のコロンビア共和国）と区別するために、後世「大」を冠して呼ぶ。
現在のコロンビアにあたる地域は、当時はヌエバ・グラナダという植民地時代の名で呼ばれており、ヌエバ・グラナダだけを指してコロンビアということはなかった。

## 歴史

### 大コロンビアの成立

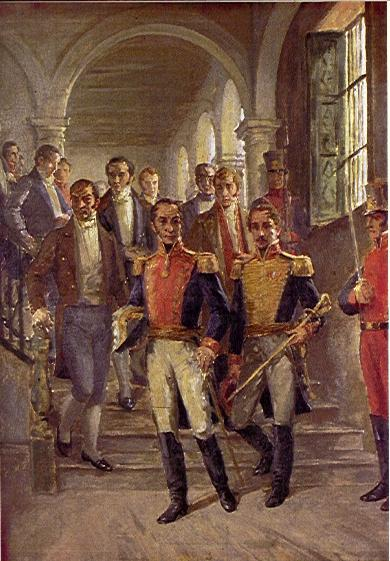
ククタ議会でのフランシスコ・デ・パウラ・サンタンデルとシモン・ボリーバルをはじめとするコロンビア独立の志士たち。

シモン・ボリーバルがヌエバ・グラナダとベネズエラの統一を提唱したのが、大コロンビアの起源である。そのときまでベネズエラとヌエバ・グラナダは別個に独立を宣言し、スペイン本国と戦っていた。ボリバルは、個々に戦っていてはスペイン軍に対抗できないと主張した。ボリバルはこの構想にしたがって戦い、1819年にアンゴストゥーラ議会（現在のシウダー・ボリーバル）でコロンビア共和国を建国し、仮の首都を置いた。
1820年5月、ククタの議会が開催され、フランシスコ・デ・パウラ・サンタンデルやシモン・ボリバルが憲法制定について話し合い、8月30日にグラン・コロンビア共和国憲法が成立した。
1821年ヌエバ・グラナダが解放されると、首都をサンタフェ・デ・ボゴタに遷した。当初、コロンビアはボゴタとカラカスの中間にあるどこかに首都を置く計画を持っていたが、実現しなかった。その後グアヤキルを解放し、コロンビアは1822年にキトを解放して領土に組み入れた。さらにペルーに援軍を派遣し、ペルーとアルト・ペルー（ボリビア）の解放で決定的な役割を果たした。

### パナマ議会の失敗と内部対立
ボリバルの理想は南米に統一的な大国家を建設することだったが、武力による領土拡大を是とする思想は持っていなかった。ボリバルは南北アメリカの独立国を招請して1826年にパナマ議会を開いた。ボリバルは対スペイン戦争と統合問題について合意を取り付けたいと考えていたが、他の諸国はコロンビアの強大化を望まなかったため、メキシコ、コロンビア、中央アメリカ連邦、ペルーの四国のみしか集まらず、米州への再植民地化の動きへの共同防御、将来的な統一といった課題への合意は果たすことができなかった。
それどころか、コロンビア内部において分離の動きが加速した。国内では中央集権を望むボリバルと、分権化を求める副大統領フランシスコ・デ・パウラ・サンタンデルの対立が深まった。集権・分権の争いには、人種・階級的な問題も関係していた。ボリバルが考える奴隷制廃止や平等主義は、地方の有産者の反感を買っていたが、そうした思想に正面から反対することは難しかった。分権化すれば権力が地方有力者に回収され、寡頭支配を続けることができると考えられた。また、ベネズエラでは遠く離れたボゴタの風下に立つことを望まない人々が不満を抱いた。

### 大コロンビアの分裂
ボリバルは強権を発動して分離傾向を抑えようとしたが、1830年にホセ・アントニオ・パエスがベネズエラ分離に踏み切ると、事態の収拾は困難になった。アントニオ・ホセ・デ・スクレは、分離を押しとどめようと交渉に赴いたが失敗し、同年中に暗殺された。自らの無力を悟った「解放者」は病気で引退し、やはり年内に死んだ。
こうして大コロンビアを維持しようとする有力指導者はいなくなり、ベネズエラとエクアドルは分離した。1831年にボリーバル派のラファエル・ウルダネータ政権が崩壊すると、残存部もコロンビアから分離独立して、ヌエバ・グラナダ共和国として再編成した。